# Distretto di Ôlzijt (Bajanhongor)
Il distretto di Ôlzijt è uno dei venti distretti (sum) in cui è suddivisa la provincia di Bajanhongor, in Mongolia. Conta una popolazione di 3.353 abitanti (censimento 2006). 